# 達米倫巴赫河

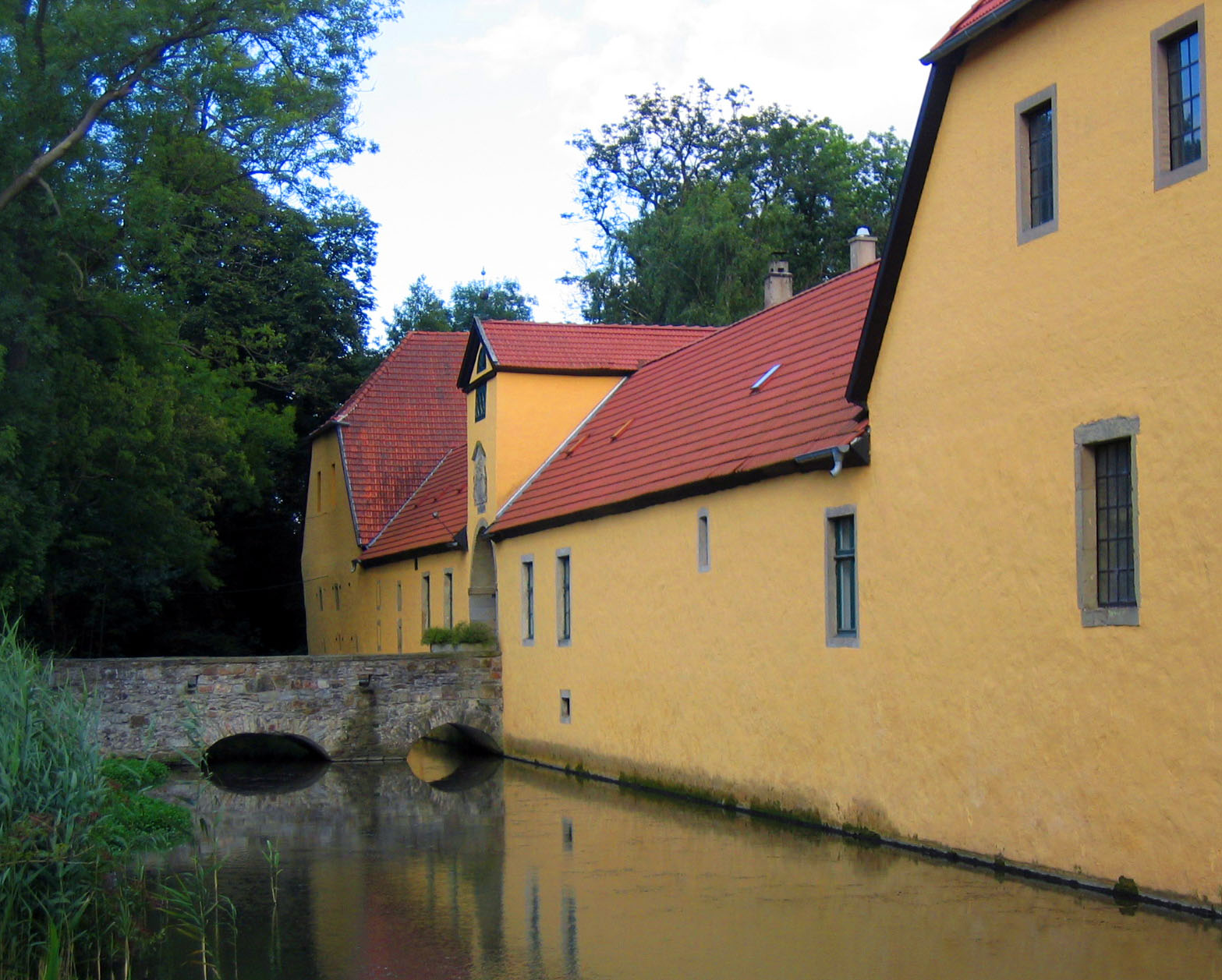

52°11′35″N 8°33′4″E / 52.19306°N 8.55111°E
達米倫巴赫河（德語：Darmühlenbach），是德國的河流，位於該國西部，流經北萊茵-威斯特法倫州，屬於埃爾瑟河的左支流，河道全長7.7公里，流域面積17.4平方公里。